# Casey Kenney
Casey James Kenney (Portland, Indiana, 20 de marzo de 1991) es un artista marcial mixto estadounidense. Actualmente compite en la división de peso gallo de Ultimate Fighting Championship (UFC). En sus logros como profesional destaca el haber sido campeón de peso mosca de Tachi Palace Fights y campeón de peso mosca y gallo de Legacy Fighting Alliance.

## Primeros años
Kenney nació en 1991, hijo de Brian Kenney y Roxanne Mosier, en Portland. Comenzó a entrenar judo a la edad de cinco años, llegando a ser nueve veces campeón nacional y tiene el cinturón negro de 2.º dan en este deporte. Además del judo, Kenney empezó a practicar la lucha libre en la época en que iba a la escuela. Al igual que en el judo, Kenney también destacó en la lucha libre, ganando múltiples campeonatos estatales tanto en estilo libre como en lucha grecorromana.
Kenney asistió a la Escuela Secundaria del Condado de Jay en Indiana. Tras el instituto, realizó su primer combate amateur de artes marciales mixtas por capricho y sin entrenamiento previo. Fue a estudiar a la Universidad de Indianápolis, pero abandonó los estudios después del segundo año para dedicarse a las artes marciales mixtas. Para ello, Kenney se trasladó a Tucson para entrenar en el MMA Lab de Glendale, Arizona, y se hizo profesional a finales de 2014.

## Carrera en artes marciales mixtas

### Carrera temprana
Kenney luchó la mayoría de sus primeras peleas profesionales principalmente en el Tachi Palace Fights y Dragon House en California y Arizona. Después de acumular un récord de 6-0 y capturar el título de peso mosca de Tachi Palace contra Alvin Cacdac, Kenney hizo dos apariciones en el programa de la serie web Dana White's Contender Series el 18 de julio de 2017, enfrentándose a C.J. Hamilton en Dana White's Contender Series 2, donde ganó la pelea por decisión unánime, pero perdió ante Adam Antolin en Dana White's Contender Series 8 el 29 de agosto de 2017. Kenney pasó a luchar bajo Legacy Fighting Alliance para las siguientes cuatro peleas y se convirtió en el campeón de peso mosca y peso gallo de LFA antes de firmar con UFC.

### Ultimate Fighting Championship
En su debut en UFC, Kenney se enfrentó a Ray Borg, sustituyendo a Kyler Phillips con seis días de antelación, el 30 de marzo de 2019 en UFC on ESPN: Barboza vs. Gaethje. En el pesaje, Borg pesó 137.75 libras, 1.75 libras por encima del límite de peso gallo sin título de 136 libras. Se le impuso una multa del 20% de la bolsa de la pelea y su combate contra Kenney continuó en el peso acordado. Kenney ganó el combate por decisión unánime.
El 29 de diciembre de 2018, Kenney se enfrentó a Manny Bermudez el 17 de agosto de 2019 en UFC 241. Sin embargo, la UFC decidió trasladar el combate a un peso acordado de 140 libras debido a que los luchadores redujeron considerablemente su peso la noche anterior al pesaje. Kenney ganó el combate por decisión unánime.
Kenney se enfrentó a Merab Dvalishvili el 15 de febrero de 2020 en UFC Fight Night: Anderson vs. Błachowicz 2. Perdió el combate por decisión unánime.
Kenney se enfrentó a Louis Smolka el 30 de mayo de 2020 en UFC on ESPN: Woodley vs. Burns. Ganó el combate mediante una sumisión por estrangulamiento de guillotina en el primer asalto.
Se esperaba que Kenney se enfrentara a Heili Alateng el 27 de septiembre de 2020 en UFC 253. Sin embargo, debido a razones desconocidas, se trasladó a UFC on ESPN: Holm vs. Aldana el 4 de octubre de 2020. Ganó la pelea por decisión unánime.
Kenny se enfrentó a Nathaniel Wood el 24 de octubre de 2020 en UFC 254. Ganó el combate de ida y vuelta por decisión unánime. Esta pelea le valió el premio Pelea de la Noche.
Kenney se enfrentó al ex campeón de peso gallo de la WEC y de peso gallo de la UFC, Dominick Cruz, en UFC 259 el 6 de marzo de 2021. Perdió la pelea por decisión dividida.
Kenney se enfrentó a Song Yadong el 7 de agosto de 2021 en UFC 265. Perdió el combate por decisión dividida.

## Campeonatos y logros

### Artes marciales mixtas
- Ultimate Fighting Championship
  - Pelea de la Noche (una vez) vs. Nathaniel Wood[25]

- Tachi Palace Fights
  - Campeón de Peso Mosca de Tachi Palace Fights (una vez)[1]

- Legacy Fighting Alliance
  - Campeón Interino de Peso Mosca de Legacy Fighting Alliance (una vez)[1]
  - Campeón Interino de Peso Gallo de Legacy Fighting Alliance (una vez)[1]

- MMAjunkie.com
  - Pelea del Mes de octubre de 2020 vs. Nathaniel Wood[30]

## Récord en artes marciales mixtas
| Resultado | Récord | Oponente               | Método                                     | Evento                                     | Fecha                   | Ronda | Tiempo | Localización              | Notas                                                                  |
| --------- | ------ | ---------------------- | ------------------------------------------ | ------------------------------------------ | ----------------------- | ----- | ------ | ------------------------- | ---------------------------------------------------------------------- |
| Derrota   | 16-4-1 | Song Yadong            | Decisión (dividida)                        | UFC 265                                    | 7 de agosto de 2021     | 3     | 5:00   | Houston, Texas            |                                                                        |
| Derrota   | 16-3-1 | Dominick Cruz          | Decisión (dividida)                        | UFC 259                                    | 6 de marzo de 2021      | 3     | 5:00   | Las Vegas, Nevada         |                                                                        |
| Victoria  | 16-2-1 | Nathaniel Wood         | Decisión (unánime)                         | UFC 254                                    | 24 de octubre de 2020   | 3     | 5:00   | Abu Dhabi                 | Combate de peso acordado (140 libras). Pelea de la Noche.              |
| Victoria  | 15-2-1 | Heili Alateng          | Decisión (unánime)                         | UFC on ESPN: Holm vs. Aldana               | 4 de octubre de 2020    | 3     | 5:00   | Abu Dhabi                 |                                                                        |
| Victoria  | 14-2-1 | Louis Smolka           | Sumisión (estrangulamiento por guillotina) | UFC on ESPN: Woodley vs. Burns             | 30 de mayo de 2020      | 1     | 3:03   | Las Vegas, Nevada         |                                                                        |
| Derrota   | 13-2-1 | Merab Dvalishvili      | Decisión (unánime)                         | UFC Fight Night: Anderson vs. Błachowicz 2 | 15 de febrero de 2020   | 3     | 5:00   | Río Rancho, Nuevo México  |                                                                        |
| Victoria  | 13-1-1 | Manny Bermudez         | Decisión (unánime)                         | UFC 241                                    | 17 de agosto de 2019    | 3     | 5:00   | Anaheim, California       | Combate de peso acordado (140 libras).                                 |
| Victoria  | 12-1-1 | Ray Borg               | Decisión (unánime)                         | UFC on ESPN: Barboza vs. Gaethje           | 30 de marzo de 2019     | 3     | 5:00   | Filadelfia, Pensilvania   | Combate de peso acordado (137.75 libras); Borg no cumplió con el peso. |
| Victoria  | 11-1-1 | Vince Cachero          | KO (rodillazo)                             | LFA 62                                     | 22 de marzo de 2019     | 1     | 1:38   | Dallas, Texas             | Ganó el Campeonato Interino de Peso Gallo de LFA.                      |
| Victoria  | 10-1-1 | Brandon Royval         | Decisión (unánime)                         | LFA 53                                     | 9 de noviembre de 2018  | 5     | 5:00   | Phoenix, Arizona          | Ganó el Campeonato Interino de Peso Mosca de LFA.                      |
| Victoria  | 9-1-1  | Roman Salazar          | Decisión (unánime)                         | LFA 44                                     | 15 de junio de 2018     | 3     | 5:00   | Phoenix, Arizona          | Debut en el peso gallo.                                                |
| Victoria  | 8-1-1  | Kendrick Latchman      | Decisión (unánime)                         | LFA 31                                     | 19 de enero de 2018     | 3     | 5:00   | Phoenix, Arizona          | Combate de peso acordado (130 libras).                                 |
| Derrota   | 7-1-1  | Adam Antolin           | Decisión (dividida)                        | Dana White's Contender Series 8            | 29 de agosto de 2017    | 3     | 5:00   | Las Vegas, Nevada         |                                                                        |
| Victoria  | 7-0-1  | C.J. Hamilton          | Descalificación (patada en la ingle)       | Dana White's Contender Series 2            | 18 de julio de 2017     | 3     | 5:00   | Las Vegas, Nevada         |                                                                        |
| Empate    | 6-0-1  | Bruno Gustavo da Silva | Empate (dividido)                          | LFA 11                                     | 5 de mayo de 2017       | 3     | 5:00   | Phoenix, Arizona          |                                                                        |
| Victoria  | 6-0    | Alvin Cacdac           | Sumisión (estrangulamiento por detrás)     | TPF 30                                     | 2 de febrero de 2017    | 3     | 5:00   | Lemoore, California       | Ganó el vacante Campeonato de Peso Mosca de la TPF.                    |
| Victoria  | 5-0    | Rafael Angel Hernandez | Sumisión (estrangulamiento bravo)          | TPF 27                                     | 19 de mayo de 2016      | 1     | 3:44   | Lemoore, California       | Combate de peso acordado (127 libras).                                 |
| Victoria  | 4-0    | Anthony Torres         | Sumisión (barra de brazo)                  | TPF 26                                     | 18 de febrero de 2016   | 1     | 1:48   | Lemoore, California       |                                                                        |
| Victoria  | 3-0    | Victor Rosas           | TKO (parada médica)                        | TPF 25                                     | 19 de noviembre de 2015 | 3     | 4:31   | Lemoore, California       |                                                                        |
| Victoria  | 2-0    | Paul Amaro             | Decisión (unánime)                         | Dragon House 20                            | 6 de junio de 2015      | 3     | 5:00   | San Francisco, California | Combate de peso acordado (130 libras).                                 |
| Victoria  | 1-0    | Elijah Muhammad        | Sumisión (estrangulamiento por detrás)     | Duel for Domination 10                     | 20 de diciembre de 2014 | 2     | 2:26   | Mesa, Arizona             | Debut en el peso mosca.                                                |